# 那洪街道
那洪街道，是中华人民共和国广西壮族自治区南宁市江南区下辖的一个乡镇级行政单位。

## 行政区划
那洪街道下辖以下地区：
槎路社区、银凯社区、平阳村、留村、那历村、罗村、那洪村、古思村和苏盆村。